# Gare de Salses
Gare de Salses vasútállomás Franciaországban, Salses-le-Château településen.

## Vasútvonalak
Az állomást az alábbi vasútvonalak érintik:
- Narbonne–Portbou-vasútvonal

## Kapcsolódó állomások
A vasútállomáshoz az alábbi állomások vannak a legközelebb:
- Gare de Leucate-La Franqui
- Gare de Rivesaltes